# Gaurax maculicornis
Gaurax maculicornis är en tvåvingeart som först beskrevs av Walker 1860.  Gaurax maculicornis ingår i släktet Gaurax och familjen fritflugor. Inga underarter finns listade i Catalogue of Life.